# Großer Preis von Großbritannien 2002
Der Große Preis von Großbritannien 2002 (offiziell LV Foster’s British Grand Prix) fand am 7. Juli auf dem Silverstone Circuit in Silverstone statt und war das zehnte Rennen der Formel-1-Weltmeisterschaft 2002.

## Berichte

### Hintergrund
Nach dem Großen Preis von Europa führte Michael Schumacher in der Fahrerwertung mit 46 Punkten vor Ralf Schumacher und mit 49 Punkten vor Juan Pablo Montoya. In der Konstrukteurswertung führte Ferrari mit 45 Punkten vor Williams-BMW und mit 65 Punkten vor McLaren-Mercedes.
Mit David Coulthard, Jacques Villeneuve (jeweils zweimal) und Michael Schumacher (einmal) traten drei ehemalige Sieger zu diesem Grand Prix an.

### Training
Vor dem Rennen am Sonntag fanden vier Trainingssitzungen statt, jeweils zwei am Freitag und Samstag. Die Sitzungen am Freitagmorgen und -nachmittag dauerten jeweils eine Stunde; die dritte und vierte Sitzung am Samstagmorgen dauerte jeweils 45 Minuten.
Am Freitag konnte Rubens Barrichello im Ferrari die schnellste Runde fahren. Michael Schumacher und Giancarlo Fisichella folgten auf den Plätzen zwei und drei.
Samstags war erneut Barrichello der Schnellste, gefolgt von Michael und Ralf Schumacher.

### Qualifying
Das Qualifying am Samstagnachmittag dauerte eine Stunde. Jeder Fahrer war auf zwölf Runden begrenzt, wobei die Startreihenfolge durch die schnellsten Runden der Fahrer bestimmt wurde. Während dieser Sitzung war die 107-Prozent-Regel in Kraft, die erforderte, dass jeder Fahrer eine Zeit innerhalb von 107 % der schnellsten Runde aufstellte, um sich für das Rennen zu qualifizieren.
Im Qualifying setzte sich Williams-Fahrer Montoya gegen die beiden Ferrari durch und holte seine vierte Pole-Position in Folge. Er schlug Barrichello um 0,034 Sekunden und Michael Schumacher um 0,044 Sekunden. Ralf Schumacher wurde im anderen Williams Vierter, drei Zehntelsekunden hinter seinem Bruder, aber acht Zehntel vor dem Fünften Kimi Räikkönen im McLaren-Mercedes. Die Top Ten komplettierten Coulthard im anderen McLaren, Jarno Trulli im Renault, Mika Salo im Toyota, Jacques Villeneuve im BAR und Nick Heidfeld im Sauber. Alex Yoong konnte in seinem Minardi keine Runde innerhalb der 107-Prozent-Zeit fahren und qualifizierte sich somit nicht für das Rennen.

### Warm Up
Im Warm Up war Barrichello wieder der Schnellste. Michael Schumacher platzierte sich dann vor Räikkönen.

### Rennen
Zu Beginn des Rennens zogen dunkle Wolken auf. In der Einführungsrunde geriet Barrichello ins Stocken und wurde ans Ende der Startaufstellung gestellt. Als dann die Startampel erlosch, schied Allan McNish im Toyota sofort mit einem Kupplungsschaden aus. In den ersten Runden führte Montoya vor Michael Schumacher, Räikkönen überholte Ralf Schumacher für den dritten Platz und Barrichello stürmte durch das Feld und erreichte in Runde 6 bereits den achten Platz.
Als es zu regnen begann, legten die Fahrer ihre ersten Boxenstopps ein. Die Bridgestone-Teams wechselten von Slicks zu Intermediates, aber die Michelin-Teams hatten diese Option nicht, da sie während der gesamten Saison keine Zeit damit verbracht hatten, ihre eigene Intermediate-Lösung zu entwickeln, wodurch die betroffenen Teams gezwungen waren, von Slicks direkt auf Regenreifen umzusteigen, was für diese Bedingungen nicht ideal war.
Michael Schumacher und die Williams-Fahrer kamen in Runde 13 an die Box, bei Ralf Schumachers Stopp ging allerdings etwas schief, da die Williams-Crew seine Reifen nicht bereit hatte. Coulthard erbte kurzzeitig die Führung, da das McLaren-Team (Michelinbereift) ihn länger fahren lassen wollte als die Konkurrenz. In Runde 15 holten sie ihn allerdings doch rein. In Runde 16 überholte Michael Schumacher Montoya für die Führung. In Runde 19 überholte Barrichello dann Montoya und war Zweiter.
Da die Bridgestone-Reifen für die Bedingungen besser geeignet waren als die Michelins, begannen die Ferraris davonzuziehen. In der Zwischenzeit kämpfte Coulthard auf dem neunten Platz und kam nicht voran, McLarens Versuch war nach demnach hinten losgegangen. Als sich das Wetter zu bessern schien, holte das Team ihn und den viertplatzierten Räikkönen erneut an rein, um wieder auf Slicks zu wechseln. Auch dies zahlte sich nicht aus, da der Regen tatsächlich stärker wurde und die McLarens, nachdem sie wieder auf Regenreifen gewechselt waren, am Ende des Feldes fuhren. Coulthard veranlasste das dazu, für einen kleinen Stint mit Michelins unterentwickelten Intermediates zu experimentieren. Allerdings bestätigte er schnell, dass diese nicht konkurrenzfähiger als die Regenreifen waren. Coulthard beendete das Rennen schließlich zwei Runden hinter Michael Schumacher, während Räikkönen in Runde 45 mit einem Motorschaden ausschied.
Das Reifenproblem betraf auch die Renaults, Trulli und Jenson Button, die auf Punkteplatzierungen fuhren, bevor sie jeweils drei Stopps einlegen mussten. Trulli fiel in Runde 30 mit einem elektrischen Problem aus, bevor Button in Runde 55 einen Aufhängungsschaden erlitt.
An der Spitze führte Michael Schumacher zur Hälfte des Rennens mit 13 Sekunden vor Barrichello. Zu diesem Zeitpunkt lagen die Ferraris bereits so weit vorne, dass Barrichello trotz eines Drehers in Runde 33 einen Vorsprung von über einer halben Minute auf den drittplatzierten Montoya behielt. Mit einem Stopp weniger gelang es Montoya, den Brasilianer einzuholen und ihn in Runde 41 zu überholen, aber Barrichello überholte ihn fünf Runden später und zog erneut davon. Ralf Schumacher profitierte vom Missgeschick der McLarens und der Renaults und wurde Vierter, nur um einen weiteren Boxenstopp zu verpassen, als seine Tankanlage ausfiel. Damit blieben vier weitere Bridgestone-Fahrer – Villeneuve, Heidfeld, Olivier Panis im zweiten BAR und Fisichella im Jordan – auf den Plätzen vier bis sieben.
Michael Schumacher überquerte schließlich die Zielflagge mit 14,5 Sekunden Vorsprung auf Barrichello, während Montoya weitere 17 Sekunden zurücklag und der letzte Mann in der Führungsrunde war. Villeneuve und Panis belegten die Plätze vier und fünf und sicherten BAR die ersten Punkte der Saison, während Heidfeld Fisichella im Kampf um den letzten Punkt zurückhielt.
Es war Michael Schumachers siebter Saisonsieg und sein 60. insgesamt. Seinen Vorsprung in der Fahrerwertung konnte er auf 54 Punkte ausbauen – damit könnte er sich beim nächsten Rennen in Frankreich bei noch sechs ausstehenden Rennen seinen fünften Titel sichern. Michael Schumacher stellte mit seinem 107. den Rekord für die meisten Podestplätze auf. Barrichello rückte in der Gesamtwertung auf den zweiten Platz vor, einen Punkt vor Montoya und zwei vor Ralf Schumacher.

## Meldeliste
| Team                       | Nr. | Fahrer                | Chassis        | Motor                         | Reifen |
| -------------------------- | --- | --------------------- | -------------- | ----------------------------- | ------ |
| Scuderia Ferrari Marlboro  | 01  | Michael Schumacher    | Ferrari F2002  | Ferrari 051 3.0 V10           | B      |
| Scuderia Ferrari Marlboro  | 02  | Rubens Barrichello    | Ferrari F2002  | Ferrari 051 3.0 V10           | B      |
| West McLaren Mercedes      | 03  | David Coulthard       | McLaren MP4-17 | Mercedes-Benz FO 110M 3.0 V10 | M      |
| West McLaren Mercedes      | 04  | Kimi Räikkönen        | McLaren MP4-17 | Mercedes-Benz FO 110M 3.0 V10 | M      |
| BMW.WilliamsF1 Team        | 05  | Ralf Schumacher       | Williams FW24  | BMW P82 3.0 V10               | M      |
| BMW.WilliamsF1 Team        | 06  | Juan Pablo Montoya    | Williams FW24  | BMW P82 3.0 V10               | M      |
| Sauber Petronas            | 07  | Nick Heidfeld         | Sauber C21     | Petronas 02A 3.0 V10          | B      |
| Sauber Petronas            | 08  | Felipe Massa          | Sauber C21     | Petronas 02A 3.0 V10          | B      |
| DHL Jordan Honda           | 09  | Giancarlo Fisichella  | Jordan EJ12    | Honda RA 002E 3.0 V10         | B      |
| DHL Jordan Honda           | 10  | Takuma Satō           | Jordan EJ12    | Honda RA 002E 3.0 V10         | B      |
| Lucky Strike BAR Honda     | 11  | Jacques Villeneuve    | BAR 004        | Honda RA 002E 3.0 V10         | B      |
| Lucky Strike BAR Honda     | 12  | Olivier Panis         | BAR 004        | Honda RA 002E 3.0 V10         | B      |
| Mild Seven Renault F1 Team | 14  | Jarno Trulli          | Renault R202   | Renault RS22 3.0 V10          | M      |
| Mild Seven Renault F1 Team | 15  | Jenson Button         | Renault R202   | Renault RS22 3.0 V10          | M      |
| Jaguar Racing              | 16  | Eddie Irvine          | Jaguar R3      | Ford Cosworth CR-3 3.0 V10    | M      |
| Jaguar Racing              | 17  | Pedro de la Rosa      | Jaguar R3      | Ford Cosworth CR-3 3.0 V10    | M      |
| Orange Arrows Cosworth     | 20  | Heinz-Harald Frentzen | Arrows A23     | Ford Cosworth CR-3 3.0 V10    | B      |
| Orange Arrows Cosworth     | 21  | Enrique Bernoldi      | Arrows A23     | Ford Cosworth CR-3 3.0 V10    | B      |
| KL Minardi Asiatech        | 22  | Alex Yoong            | Minardi PS02   | Asiatech AT02 3.0 V10         | M      |
| KL Minardi Asiatech        | 23  | Mark Webber           | Minardi PS02   | Asiatech AT02 3.0 V10         | M      |
| Panasonic Toyota Racing    | 24  | Mika Salo             | Toyota TF102   | Toyota RVX-02 3.0 V10         | M      |
| Panasonic Toyota Racing    | 25  | Allan McNish          | Toyota TF102   | Toyota RVX-02 3.0 V10         | M      |

## Klassifikation

### Qualifying
| Pos.                                                                         | Fahrer                | Konstrukteur     | Zeit     | Start |
| ---------------------------------------------------------------------------- | --------------------- | ---------------- | -------- | ----- |
| 01                                                                           | Juan Pablo Montoya    | Williams-BMW     | 1:18,998 | 01    |
| 02                                                                           | Rubens Barrichello    | Ferrari          | 1:19,032 | 02    |
| 03                                                                           | Michael Schumacher    | Ferrari          | 1:19,042 | 03    |
| 04                                                                           | Ralf Schumacher       | Williams-BMW     | 1:19,329 | 04    |
| 05                                                                           | Kimi Räikkönen        | McLaren-Mercedes | 1:20,133 | 05    |
| 06                                                                           | David Coulthard       | McLaren-Mercedes | 1:20,315 | 06    |
| 07                                                                           | Jarno Trulli          | Renault          | 1:20,516 | 07    |
| 08                                                                           | Mika Salo             | Toyota           | 1:20,995 | 08    |
| 09                                                                           | Jacques Villeneuve    | BAR-Honda        | 1:21,130 | 09    |
| 10                                                                           | Nick Heidfeld         | Sauber-Petronas  | 1:21,187 | 10    |
| 11                                                                           | Felipe Massa          | Sauber-Petronas  | 1:21,191 | 11    |
| 12                                                                           | Jenson Button         | Renault          | 1:21,247 | 12    |
| 13                                                                           | Olivier Panis         | BAR-Honda        | 1:21,274 | 13    |
| 14                                                                           | Takuma Satō           | Jordan-Honda     | 1:21,337 | 14    |
| 15                                                                           | Allan McNish          | Toyota           | 1:21,382 | 15    |
| 16                                                                           | Heinz-Harald Frentzen | Arrows-Cosworth  | 1:21,416 | 16    |
| 17                                                                           | Giancarlo Fisichella  | Jordan-Honda     | 1:21,636 | 17    |
| 18                                                                           | Enrique Bernoldi      | Arrows-Cosworth  | 1:21,780 | 18    |
| 19                                                                           | Eddie Irvine          | Jaguar-Cosworth  | 1:21,851 | 19    |
| 20                                                                           | Mark Webber           | Minardi-Asiatech | 1:22,281 | 20    |
| 21                                                                           | Pedro de la Rosa      | Jaguar-Cosworth  | 1:23,422 | 21    |
| 107-Prozent-Zeit: 1:24,527 min. (bezogen auf die Bestzeit von 1:18,998 min.) |                       |                  |          |       |
| DNQ                                                                          | Alex Yoong            | Minardi-Asiatech | 1:24,785 | –     |

### Rennen
| Pos. | Fahrer                | Konstrukteur     | Runden | Stopps | Zeit        | Start | Schnellste Runde |
| ---- | --------------------- | ---------------- | ------ | ------ | ----------- | ----- | ---------------- |
| 01   | Michael Schumacher    | Ferrari          | 60     | 3      | 1:31:45,015 | 03    | 1:23,826 (52.)   |
| 02   | Rubens Barrichello    | Ferrari          | 60     | 3      | + 14,578    | 02    | 1:23,083 (58.)   |
| 03   | Juan Pablo Montoya    | Williams-BMW     | 60     | 2      | + 31,661    | 01    | 1:25,469 (50.)   |
| 04   | Jacques Villeneuve    | BAR-Honda        | 59     | 2      | + 1 Runde   | 09    | 1:24,949 (56.)   |
| 05   | Olivier Panis         | BAR-Honda        | 59     | 2      | + 1 Runde   | 13    | 1:25,063 (58.)   |
| 06   | Nick Heidfeld         | Sauber-Petronas  | 59     | 2      | + 1 Runde   | 10    | 1:24,996 (57.)   |
| 07   | Giancarlo Fisichella  | Jordan-Honda     | 59     | 2      | + 1 Runde   | 17    | 1:25,104 (58.)   |
| 08   | Ralf Schumacher       | Williams-BMW     | 59     | 3      | + 1 Runde   | 04    | 1:24,586 (58.)   |
| 09   | Felipe Massa          | Sauber-Petronas  | 59     | 3      | + 1 Runde   | 11    | 1:25,058 (57.)   |
| 10   | David Coulthard       | McLaren-Mercedes | 58     | 4      | + 2 Runden  | 06    | 1:25,492 (56.)   |
| 11   | Pedro de la Rosa      | Jaguar-Cosworth  | 58     | 3      | + 2 Runden  | 21    | 1:25,540 (57.)   |
| 12   | Jenson Button         | Renault          | 54     | 4      | DNF         | 12    | 1:26,074 (05.)   |
| –    | Takuma Satō           | Jordan-Honda     | 50     | 2      | DNF         | 14    | 1:25,804 (46.)   |
| –    | Kimi Räikkönen        | McLaren-Mercedes | 44     | 4      | DNF         | 05    | 1:25,409 (05.)   |
| –    | Jarno Trulli          | Renault          | 29     | 3      | DNF         | 07    | 1:26,519 (05.)   |
| –    | Enrique Bernoldi      | Arrows-Cosworth  | 28     | 3      | DNF         | 18    | 1:27,328 (05.)   |
| –    | Eddie Irvine          | Jaguar-Cosworth  | 23     | 1      | DNF         | 19    | 1:27,781 (05.)   |
| –    | Heinz-Harald Frentzen | Arrows-Cosworth  | 20     | 0      | DNF         | 16    | 1:28,111 (06.)   |
| –    | Mika Salo             | Toyota           | 15     | 1      | DNF         | 08    | 1:26,723 (04.)   |
| –    | Mark Webber           | Minardi-Asiatech | 9      | 0      | DNF         | 20    | 1:28,321 (07.)   |
| –    | Allan McNish          | Toyota           | 0      | 0      | DNF         | 15    | –                |

## WM-Stände nach dem Rennen
Die ersten sechs des Rennens bekamen 10, 6, 4, 3, 2 bzw. 1 Punkt(e).

### Fahrerwertung
| Pos. | Fahrer               | Konstrukteur     | Punkte |
| ---- | -------------------- | ---------------- | ------ |
| 01   | Michael Schumacher   | Ferrari          | 86     |
| 02   | Rubens Barrichello   | Ferrari          | 32     |
| 03   | Juan Pablo Montoya   | Williams-BMW     | 31     |
| 04   | Ralf Schumacher      | Williams-BMW     | 30     |
| 05   | David Coulthard      | McLaren-Mercedes | 26     |
| 06   | Kimi Räikkönen       | McLaren-Mercedes | 11     |
| 07   | Jenson Button        | Renault          | 10     |
| 08   | Nick Heidfeld        | Sauber-Petronas  | 6      |
| 09   | Giancarlo Fisichella | Jordan-Honda     | 6      |
| 10   | Jarno Trulli         | Renault          | 4      |
| 11   | Felipe Massa         | Sauber-Petronas  | 4      |

| Pos. | Fahrer                | Konstrukteur     | Punkte |
| ---- | --------------------- | ---------------- | ------ |
| 12   | Jacques Villeneuve    | BAR-Honda        | 3      |
| 13   | Eddie Irvine          | Jaguar-Cosworth  | 3      |
| 14   | Olivier Panis         | BAR-Honda        | 2      |
| 15   | Mark Webber           | Minardi-Asiatech | 2      |
| 16   | Mika Salo             | Toyota           | 2      |
| 17   | Heinz-Harald Frentzen | Arrows-Cosworth  | 2      |
| 18   | Allan McNish          | Toyota           | 0      |
| 19   | Alex Yoong            | Minardi-Asiatech | 0      |
| 20   | Pedro de la Rosa      | Jaguar-Cosworth  | 0      |
| 21   | Takuma Satō           | Jordan-Honda     | 0      |
| 22   | Enrique Bernoldi      | Arrows-Cosworth  | 0      |

### Konstrukteurswertung
| Pos. | Konstrukteur     | Punkte |
| ---- | ---------------- | ------ |
| 01   | Ferrari          | 118    |
| 02   | Williams-BMW     | 61     |
| 03   | McLaren-Mercedes | 37     |
| 04   | Renault          | 14     |
| 05   | Sauber-Petronas  | 10     |
| 06   | Jordan-Honda     | 6      |

| Pos. | Konstrukteur     | Punkte |
| ---- | ---------------- | ------ |
| 07   | BAR-Honda        | 5      |
| 08   | Jaguar-Cosworth  | 3      |
| 09   | Minardi-Asiatech | 2      |
| 10   | Toyota           | 2      |
| 11   | Arrows-Cosworth  | 2      |